# Kinh tế Cộng hòa Dân chủ Đức
Nền kinh tế Cộng hòa Dân chủ Đức (1945–1990; tính cả thời kỳ quân đội Liên Xô tiếp quản 1945–1949) là một nền kinh tế kế hoạch tương tự như hệ thống kinh tế ở Liên Xô và các quốc gia thành viên Comecon khác. Nhà nước thiết lập các chỉ tiêu sản xuất, giá cả và cũng như phân bổ nguồn lực, phổ biến kế hoạch phát triển kinh tế. Các hoạt động công nghiệp trong thuộc sở hữu nhà nước.
CHDC Đức có mức sống cao hơn các quốc gia khối Đông Âu khác và cả Liên Xô, và được hưởng các điều khoản thuế quan và thuế quan thuận lợi với thị trường CHLB Đức (hay còn gọi là Tây Đức cho đến khi cả hai miền nước Đức tái thống nhất). Nền kinh tế CHDC Đức là một trong những nền kinh tế lớn nhất và là một trong những nền kinh tế ổn định nhất trong khối xã hội chủ nghĩa cho đến thời điểm cuộc tái thống nhất nước Đức vào năm 1990.

## Tổng quan
|           | Đông Đức | Tây Đức |
| 1945–1960 | 6,2      | 10,9    |
| 1950–1960 | 6,7      | 8,0     |
| 1960–1970 | 2,7      | 4,4     |
| 1970–1980 | 2,6      | 2,8     |
| 1980–1989 | 0,3      | 1,9     |

Địa lý kinh tế của CHDC Đức (tính đến tháng 8 năm 1990)

Nền kinh tế CHDC Đức là nền kinh tế có GDP cao nhất khối Đông Âu. Dù vậy, nền kinh tế Đông Đức lại bắt đầu không mấy khả quan do sự tàn phá mà Chiến tranh thế giới thứ hai đã gây ra và do các điều khoản bồi thường vô lý của Liên Xô. Cho đến giữa thập niên 1950, Đông Đức phải bồi thường bằng sản lượng đầu ra trong cả công nghiệp lẫn nông nghiệp. Hạ Silesia, với nhiều mỏ than đen và Stettin, một cảng biển quan trọng, đã được trao cho Ba Lan theo quyết định của Stalin nói riêng và Hiệp định Potsdam nói chung.
Các doanh nghiệp nhà nước kiếm được 97% thu nhập quốc dân ròng theo ước tính năm 1985. Để đảm bảo giá cả ổn định cho hàng hóa và dịch vụ, nhà nước đã trợ giá lên đến 80% chi phí cung ứng nguyên vật liệu. Thu nhập bình quân đầu người vào năm 1984 xấp xỉ 9.800 đô la (22.600 đô la theo tỷ giá năm 2015). Tốc độ tăng trưởng GDP hàng năm trung bình vào khoảng 5%. Điều này khiến nền kinh tế CHDC Đức trở thành nền kinh tế giàu có nhất trong toàn bộ khối XHCN cho đến khi thống nhất vào năm 1990.
Hệ thống tem phiếu (Lebensmittelmarke) kết thúc ở CHLB Đức vào năm 1950, nhưng vẫn tiếp tục ở CHDC Đức cho đến năm 1958. Trong thương mại bán lẻ, hai tổ chức Konsum (tổ chức dưới hình thức hợp tác xã) và Handelsorganisation (thuộc quản lý nhà nước) chiếm lĩnh thị trường. Các loại hàng hóa và các dịch vụ cơ bản đều được trợ giá. Ở mức độ sản xuất, việc trợ giá tạo nên một hệ thống bán trao đổi và tích trữ tài nguyên. Còn đối với người tiêu dùng, do đồng Mark trong nước có sức mua thấp nên họ phải thay thế nó bằng các ngoại tệ mạnh và việc trao đổi hàng hóa với phương Tây.
Dưới thời Erich Honecker, nền kinh tế CHDC Đức bị đình trệ và ngày càng phải phụ thuộc nhiều hơn vào các khoản vay ngoại tệ mạnh từ CHLB Đức. Các vấn đề về kinh tế tồn tại ở CHDC Đức ngay cả sau khi cuộc Tái thống nhất nước Đức. Theo giáo sư Manfred Görtemaker, "Chỉ tính riêng năm 1991, 153 tỷ DM đã phải được chuyển đến miền Đông nước Đức để đảm bảo thu nhập, hỗ trợ doanh nghiệp và cải thiện cơ sở hạ tầng. [...] Từ năm 1991 đến năm 1999, con số này lên tới tổng cộng 1,634 nghìn tỷ [DM]. [...] Số tiền này lớn đến nỗi tổng nợ công ở Đức tăng gần gấp đôi."

## Các giai đoạn phát triển

### Giai đoạn 1945–1949
Vào tháng 6 năm 1945, mỗi quốc gia Đồng Minh đã chiếm đóng một phần của Đức và quản lý từng khu vực đó.
Năm 1946, khu vực Liên Xô có chỉ số năng suất rất nhỏ; công nghiệp hóa thời chiến đã đóng góp nhiều hơn cho nền kinh tế phía đông, và sự tàn phá do chiến tranh gây ra nhẹ hơn ở phía Tây.
Trong toàn lãnh thổ khu vực chiếm đóng, Liên Xô đã phá dỡ và lấy đi (Demontagen) nhiều nhà máy (bao gồm các ngành công nghiệp sắt, hóa chất, quang học, cơ khí, nhiên liệu và gần như toàn bộ nền công nghiệp quân sự), đường sắt, phương tiện vận tải và lấy đi nhiều nguyên liệu và sản phẩm cả công nghiệp lẫn nông nghiệp trên danh nghĩa “bồi thường chiến tranh” (Reparation). Đến đầu những năm 1950, tổng giá trị các sản phẩm Liên Xô lấy đi đã đạt đến 10 tỷ đô la. Còn các ngành công nghiệp Liên Xô lấy đi chiếm khoảng 60% tổng sản lượng công nghiệp của khu vực. Các ngành công nghiệp nặng còn lại chưa được tháo dỡ (chiếm 20% tổng sản lượng) được chuyển đổi sang quyền sở hữu của Liên Xô dưới hình thức các Công ty Liên doanh Liên Xô (Sowjetische Aktiengesellschaften – SAG) đã được thành lập. Các tài sản công nghiệp bị tịch thu còn lại đã bị quốc hữu hóa, để lại 40% tổng sản lượng công nghiệp cho doanh nghiệp tư nhân.
Việc bồi thường như vậy đã cản trở nghiêm trọng khả năng cạnh tranh của CHDC Đức với CHLB Đức về mặt kinh tế. Chỉ sau cái chết của Joseph Stalin và cuộc nổi dậy tháng 6 năm 1953, Liên Xô mới bắt đầu trả lại các nhà máy ở CHDC Đức mà họ đã lấy làm tiền bồi thường.
Trong khi việc tháo dỡ công cụ sản xuất có tác động đáng kể, còn có các yếu tố quan trọng khác giải thích cho năng suất thấp ở khu vực Liên Xô chiếm đóng. Dân số độ tuổi lao động sụt giảm, cộng thêm tình trạng thiếu các tài nguyên khoáng sản như than cứng và dầu mỏ. Năm 1943, khu vực phía Đông chiếm 0,5% tổng sản lượng than cốc, 1,6% về sắt thô và 6,9% thép thô sản xuất tại lãnh thổ Đức nói chung sau chiến tranh. Sau chiến tranh, giao thương giữa phía Đông và phía Tây nước Đức giảm 35%.

#### Cải cách ruộng đất

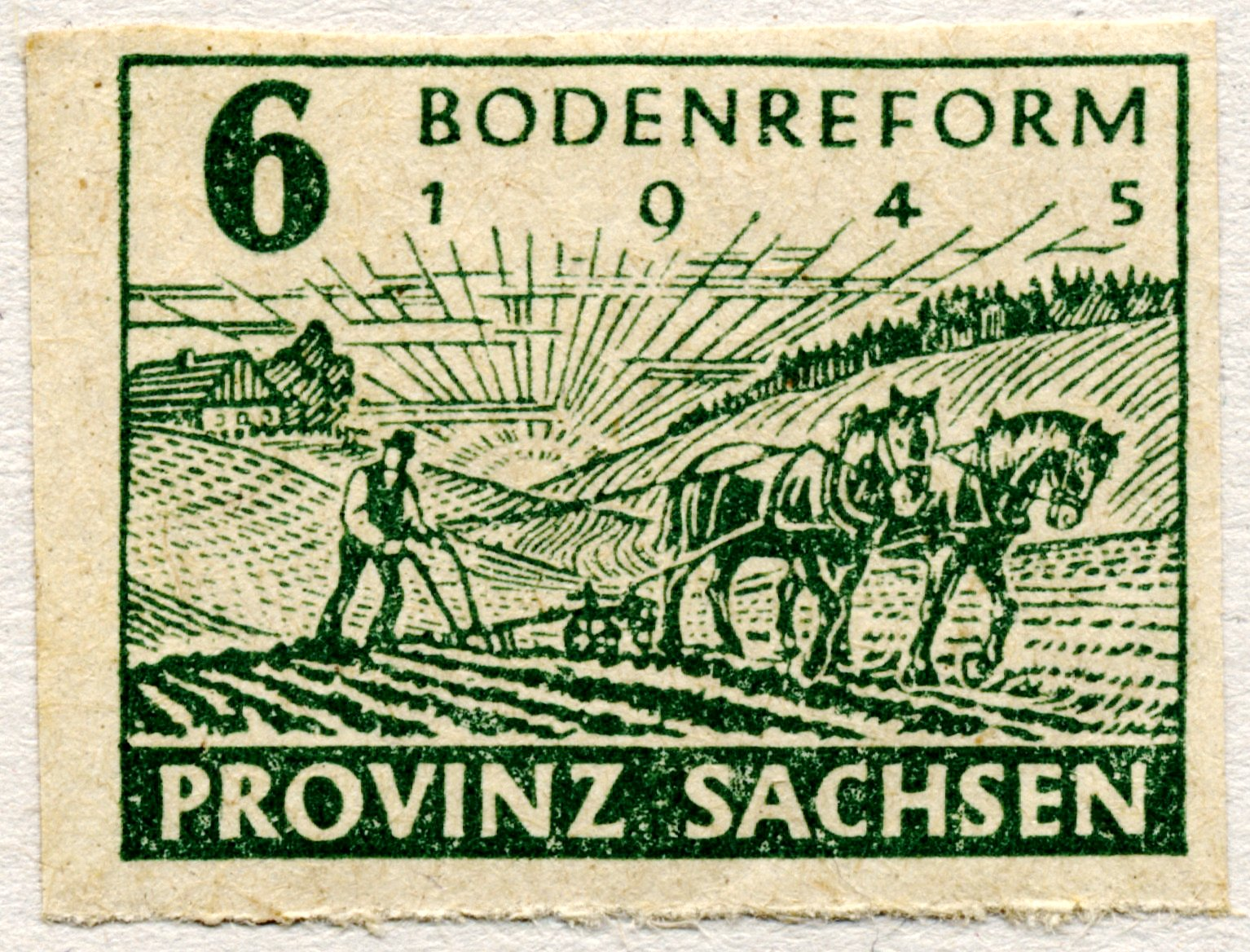
Cải cách ruộng đất ở CHDC Đức. Minh họa trên tem bưu chính, 1945.

Cải cách ruộng đất (Bodenreform) thi hành từ năm 1945 đến năm 1946 đã tịch thu toàn bộ đất đai của các tù binh chiến tranh, các cựu phát xít và giới hạn quyền sở hữu nói chung là tối đa 1 km2 (0,39 dặm vuông Anh). Khoảng 500 bất động sản Junker đã được chuyển đổi thành trang trại của người dân tập thể (Landwirtschaftliche Produktionsgenossenschaft – LPG), và hơn 30,000 km2 (11,583 dặm vuông Anh) được phân phối cho 500.000 nông dân nông dân, lao động nông nghiệp và người tị nạn. Vào tháng 9 năm 1947, chính quyền quân sự Liên Xô tuyên bố hoàn thành cải cách nông nghiệp. Báo cáo này liệt kê 12.355 bất động sản, tổng cộng 6.000.000 mẫu Anh (24.000 km2), đã bị tịch thu và phân phối lại cho 119.000 gia đình nông dân không có đất, 83.000 gia đình tị nạn và khoảng 300.000 trong các loại khác. Các trang trại nhà nước cũng được thành lập, được gọi là Volkseigenes Gut (tạm dịch: Tài sản thuộc sở hữu nhân dân).

### Giai đoạn 1949–1960
Với việc thành lập CHDC Đức, một kế hoạch hai năm đã được bắt đầu từ những năm 1949 đến 1951. Trọng tâm là phát triển kinh tế theo mô hình của Liên Xô, trong đó tập trung vào ngành công nghiệp nặng.
Đại hội Đảng lần thứ 3 của Đảng Xã hội chủ nghĩa Thống nhất Đức (Sozialistische Einheitspartei Deutschlands – SED) được triệu tập vào tháng 7 năm 1950 và nhấn mạnh tiến bộ công nghiệp. Khu vực công nghiệp, sử dụng 40% dân số làm việc, đã bị quốc hữu hóa, dẫn đến sự hình thành của các VEB (Volkseigene Betriebe; tạm dịch: Doanh nghiệp nhân dân). Những doanh nghiệp này chiếm đến 75% tổng sản lượng công nghiệp. Kế hoạch 5 năm đầu tiên (1951–55) đã đưa ra kế hoạch hóa nhà nước tập trung, nhấn mạnh việc tập trung vào ngành công nghiệp nặng và tăng năng suất lao động. Áp lực của kế hoạch đã khiến nhiều công dân CHDC Đức di cư sang CHLB Đức. Hội nghị Đảng SED lần thứ hai được triệu tập từ ngày 9 đến ngày 12 tháng 7 năm 1952 đã thông qua một chính sách kinh tế mới, “Kế hoạch xây dựng chủ nghĩa xã hội” (Aufbau des Sozialismus). Kế hoạch kêu gọi xác lập vị trí trong kinh tế của các doanh nghiệp khu vực nhà nước, tước đoạt quyền lực kinh tế của nền công nghiệp tư nhân vẫn còn tồn tại, ép buộc chuyển đổi nông trang tư nhân thành nông trang tập thể.:23 Mục tiêu xa hơn là thực hiện các nguyên tắc của kế hoạch xã hội chủ nghĩa thống nhất và sử dụng các quy luật kinh tế của chủ nghĩa xã hội một cách hệ thống và bài bản.
Tính đến năm 1953, cứ bảy công ty công nghiệp tư nhân thì lại có một công ty chuyển đến CHLB Đức.:23 Vào tháng 6 năm 1953, sau khi Stalin mất, SED, hy vọng mang lại cho người lao động một mức sống được cải thiện, đã công bố Con đường mới thay thế cho “Xây dựng kế hoạch của chủ nghĩa xã hội”. Con đường mới (Neuer Kurs) của CHDC Đức dựa trên chính sách kinh tế do Georgi Malenkov khởi xướng tại Liên Xô. Chính sách của Malenkov, nhằm cải thiện mức sống, nhấn mạnh sự thay đổi trong đầu tư sang công nghiệp nhẹ và thương mại và có sẵn nhiều hàng tiêu dùng hơn. SED, ngoài việc chuyển trọng tâm từ công nghiệp nặng sang hàng tiêu dùng, đã khởi xướng một chương trình giảm bớt khó khăn kinh tế. Điều này dẫn đến việc giảm hạn ngạch vận chuyển hàng và thuế, giảm các khoản vay nhà nước cấp cho các doanh nghiệp tư nhân và gia tăng việc phân bổ nguyên liệu sản xuất.

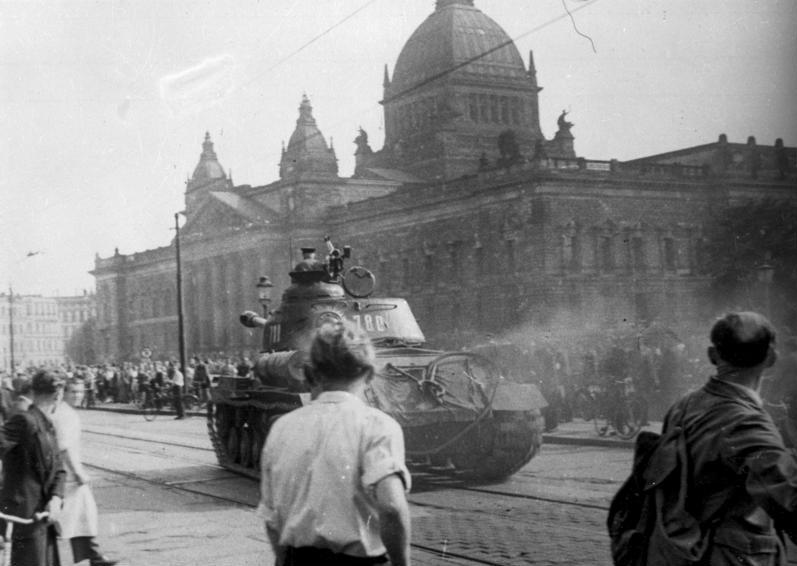
Quân Liên Xô đàn áp cuộc nổi dậy của công nhân năm 1953 (ảnh chụp tại Leipzig)

Trong khi Con đường mới tăng tính sẵn có của hàng tiêu dùng, vẫn có hạn ngạch sản xuất cao. Khi hạn ngạch công việc bị gia tăng vào tháng 6 năm 1953, nhiều công nhân đã đình công và biểu tình tại các khu công nghiệp lớn. Cảnh sát mật Volkspolizei và Quân đội Liên Xô đã đàn áp cuộc nổi dậy, trong đó có ít nhất 55 người tham gia đã thiệt mạng.
Khi ngân sách năm 1953 được trình bày trong Volkskammer vào ngày 4 tháng 2, khai thác kinh tế vì lợi ích của Liên Xô vẫn là xu hướng chủ đạo. Ngân sách dự kiến chi 34.688 tỷ mác CHDC Đức, tăng khoảng 10% so với 31.730 tỷ mác của ngân sách năm 1952.
Năm 1956, tại Đại hội Đảng lần thứ 20 của Đảng Cộng sản Liên Xô, Nikita Khrushchev đã bác bỏ chủ nghĩa Stalin, trong “Bài phát biểu bí mật” cho một số thành viên được chọn trong Quốc hội Liên Xô. Trong khoảng thời gian này, một số tri thức trong giới lãnh đạo SED đã kêu gọi cải cách. Trong đó, một số Đảng viên đã bị cầm tù vì lý do chính trị.
Hội nghị Trung ương 25 vào tháng 10 năm 1955 đã xác nhận vị trí lãnh đạo của Walter Ulbricht và trình bày Kế hoạch 5 năm lần thứ hai (1956–1960). Kế hoạch sử dụng khẩu hiệu “hiện đại hóa, cơ giới hóa và tự động hóa” (Modernisierung, Mechanisierung und Automatisierung) để nhấn mạnh trọng tâm mới về phát triển công nghệ. Tại hội nghị, chế độ đã tuyên bố ý định phát triển năng lượng hạt nhân và lò phản ứng hạt nhân đầu tiên trong GDR được kích hoạt vào năm 1957. Chính phủ tăng hạn ngạch sản xuất công nghiệp lên 55% và đổi mới nhấn mạnh vào công nghiệp nặng.
Kế hoạch 5 năm lần thứ hai cam kết CHDC Đức tăng tốc nỗ lực hướng tới tập thể hóa và quốc hữu hóa nông nghiệp và hoàn thành việc quốc hữu hóa ngành công nghiệp. Đến năm 1958, ngành nông nghiệp vẫn bao gồm chủ yếu trong số 750.000 trang trại tư nhân bao gồm 70% diện tích đất trồng trọt; chỉ có 6.000 LPG được hình thành. Trong hai năm 1958 và 1959, SED đã đặt hạn ngạch cho nông dân tư nhân và gửi các đội đến các làng trong nỗ lực tập thể hóa nông trang. Vào tháng 11 và tháng 12 năm 1959, một số nông dân vi phạm pháp luật đã bị Stasi bắt giữ.
Một cải cách quản lý kinh tế sâu rộng của SED vào tháng 2 năm 1958 bao gồm việc chuyển một số lượng lớn các bộ công nghiệp sang Ủy ban Kế hoạch Nhà nước. Để thúc đẩy quá trình quốc hữu hóa ngành công nghiệp, SED đã khuyến khích các doanh nhân 50% ưu đãi hợp tác để chuyển đổi công ty của họ thành doanh nghiệp trực thuộc VEB.

### Giai đoạn 1960–1970

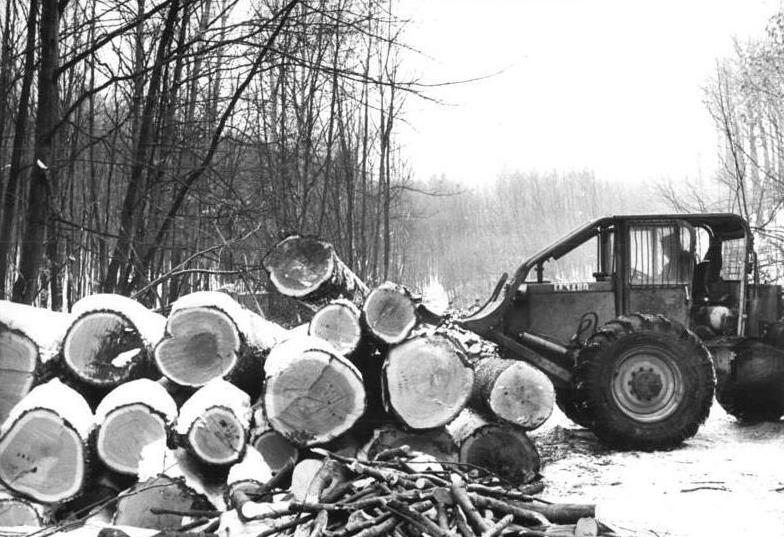
Công nhân hợp tác lâm nghiệp khai thác gỗ từ rừng Thüringen

Đến giữa năm 1960, gần 85% tổng diện tích đất canh tác đã được hợp nhất vào hơn 19.000 hợp tác xã nông nghiệp (Landwirtschaftliche Produktionsgenossenschaft – LPG) còn các trang trại nhà nước có 6% đất canh tác. Cuối năm 1961, các trang trại ấy chiếm 90% tổng sản lượng nông nghiệp của CHDC Đức, nhưng phải mất nhiều năm thì các trang trại y mới sinh lãi khi nhiều nông dân cố gắng đào tẩu sang phương Tây, cộng thêm khí hậu khắc nghiệt khiến tình hình bất lợi.:26
Vào cuối năm 1960, doanh nghiệp tư nhân chỉ kiểm soát 9% tổng sản lượng công nghiệp. Các hợp tác xã sản xuất (Produktionsgenossenschaften – PG) đã kết hợp một phần ba khu vực thủ công trong giai đoạn 1960–61, tăng từ 6% vào năm 1958. Việc mở cảng Rostock vào năm 1960 đã làm giảm sự phụ thuộc của đất nước vào cảng Hamburg của CHLB Đức.:89
Kế hoạch 5 năm lần thứ hai gặp khó khăn, vì vậy chính phủ đã thay thế bằng Kế hoạch 7 năm (1959–1965). Kế hoạch mới nhằm đạt được sản lượng bình quân đầu người của CHLB Đức vào cuối năm 1961, đặt ra hạn ngạch sản xuất cao hơn và kêu gọi tăng 85% năng suất lao động. Di cư một lần nữa tăng lên, tổng cộng là 143.000 vào năm 1959 và 199.000 vào năm 1960. Phần lớn những người di cư là công nhân viên chức và 50% dưới 25 tuổi. Dòng chảy lao động đã vượt quá tổng số 2,5 triệu công dân trong khoảng thời gian từ năm 1949 đến năm 1961.
Tỷ lệ tăng trưởng công nghiệp hàng năm giảm đều đặn sau năm 1959. Do đó, Liên Xô khuyến nghị CHDC Đức thực hiện các cải cách của nhà kinh tế học Evsei Liberman, người ủng hộ nguyên tắc lợi nhuận và các nguyên tắc thị trường khác cho nền kinh tế xã hội chủ nghĩa.
Năm 1963, Ulbricht đã áp dụng các lý thuyết của Liberman và giới thiệu Hệ thống kinh tế mới (Neue Ökonomische System der Planung und Leitung), một chương trình cải cách kinh tế cung cấp một số phân cấp trong việc ra quyết định và xem xét các tiêu chí thị trường và hiệu suất. Hệ thống kinh tế mới là nhằm mục đích tạo ra một hệ thống kinh tế hiệu quả và chuyển đổi CHDC Đức thành một quốc gia công nghiệp hóa cao.
Theo Hệ thống kinh tế mới, nhiệm vụ thiết lập phát triển kinh tế trong tương lai được giao cho kế hoạch hóa tập trung. Phân cấp liên quan đến việc chuyển giao một phần quyền ra quyết định từ Ủy ban Kế hoạch Nhà nước và Hội đồng Kinh tế Nhân dân cho Hiệp hội Doanh nghiệp Nhân dân (Vereinigungen Volkseigener Betriebe – VVB), các tổ chức mẹ có mục đích thúc đẩy chuyên môn hóa trong cùng một lĩnh vực sản xuất. Các cơ quan kế hoạch hóa trung ương đặt ra các mục tiêu sản xuất chung, nhưng mỗi VVB tự xác định nguồn tài chính nội bộ, sử dụng công nghệ và phân bổ nhân lực và tài nguyên của mình. Là các cơ quan trung gian, các VVB cũng có chức năng tổng hợp thông tin và khuyến nghị từ các VEB. Hệ thống kinh tế mới quy định rằng các quyết định sản xuất phải được đưa ra trên cơ sở lợi nhuận, rằng tiền lương phản ánh hiệu suất và giá cả phản ứng với cung và cầu, qua đó cải thiện hiệu suất lao động.
Hệ thống kinh tế mới đã tạo ra một tầng lớp tinh hoa mới trong chính trị cũng như trong quản lý kinh tế, và vào năm 1963, Ulbricht đã công bố một chính sách mới liên quan đến việc tuyển dụng vào các cấp lãnh đạo của SED. Ulbricht đã mở Bộ Chính trị và Ban Chấp hành Trung ương cho các thành viên trẻ hơn, những người có trình độ học vấn cao hơn những người tiền nhiệm và đã có được các kỹ năng quản lý và kỹ thuật. Do chính sách mới, tầng lớp tinh hoa của SED đã bị chia thành các phe phái chính trị và kinh tế, phe sau bao gồm các thành viên của tầng lớp tinh hoa kỹ trị mới. Do nhấn mạnh vào tính chuyên nghiệp trong chính sách cán bộ của SED sau năm 1963, nên thành phần của các thành viên quần chúng đã thay đổi: vào năm 1967, khoảng 250.000 thành viên (14%) trong tổng số 1,8 triệu thành viên của SED đã hoàn thành khóa học tại một trường đại học, cao đẳng kỹ thuật hoặc trường dạy nghề.
Sự nhấn mạnh của SED vào năng lực quản lý và trình độ kỹ thuật cũng giúp các thành viên của giới tinh hoa kỹ trị gia gia nhập vào các cấp bậc cao nhất của bộ máy nhà nước, trước đây chỉ dành cho những người theo chủ nghĩa giáo điều chính trị. Các nhà quản lý của VVB được lựa chọn dựa trên cơ sở đào tạo chuyên môn hơn là sự tuân thủ về mặt ý thức hệ. Trong từng doanh nghiệp, số lượng các vị trí chuyên môn và công việc dành cho những người có kỹ năng kỹ thuật tăng lên. SED nhấn mạnh giáo dục về quản lý và khoa học kỹ thuật là con đường dẫn đến sự thăng tiến xã hội và phần thưởng vật chất. Ngoài ra, nó hứa sẽ nâng cao mức sống cho tất cả công dân. Từ năm 1964 đến năm 1967, tiền lương thực tế tăng lên và nguồn cung hàng tiêu dùng, bao gồm cả các mặt hàng xa xỉ, được cải thiện đáng kể.

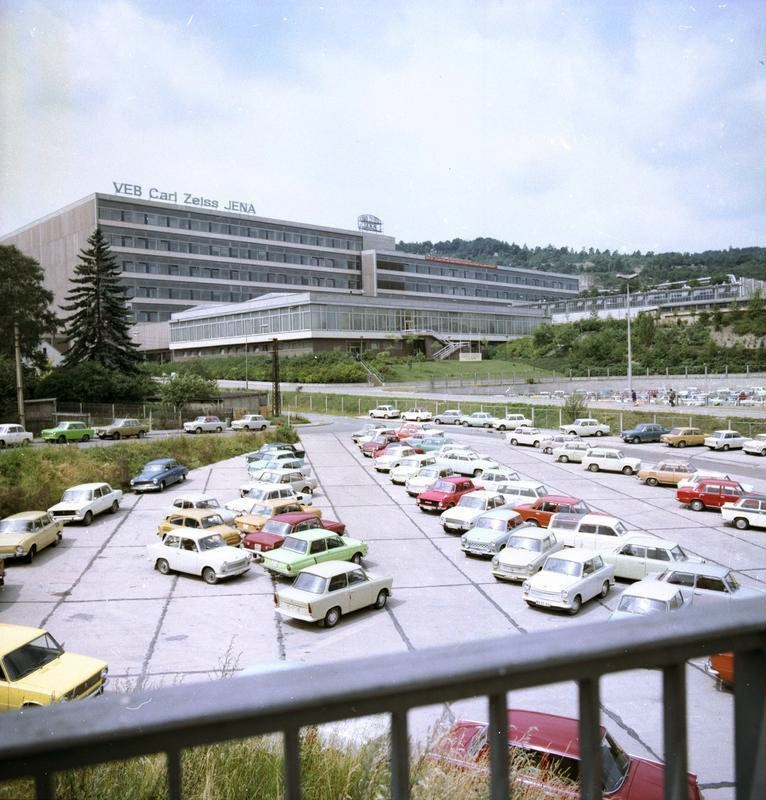
VEB Carl Zeiss Jena, công ty sản xuất thiết bị quang học lớn nhất CHDC Đức

Tuy nhiên, kết quả của cải cách không đạt được kỳ vọng ban đầu, vì tăng trưởng chủ yếu là kết quả của việc tăng đầu tư, chứ không phải là hệ thống kiểm soát mới. Do đó, kế hoạch cải cách đã được thay đổi vào năm 1967–1968, với việc thực hiện Hệ thống kinh tế xã hội chủ nghĩa (Ökonomisches System des Sozialismus). Hệ thống kinh tế xã hội chủ nghĩa được thực hiện thông qua “các lĩnh vực xác định cấu trúc, các lĩnh vực chiến lược được hưởng quyền tiếp cận ưu tiên với các quỹ và nguồn lực. Ban đầu, những lĩnh vực đó bao gồm hóa chất, kỹ thuật và điện tử, nhưng khi các doanh nghiệp vận động chính phủ đưa vào danh sách các dự án quan trọng về mặt chiến lược, danh sách này ngày càng dài hơn.:30–31
Các liên hợp công nghiệp được thành lập để tích hợp theo các ngành công nghiệp tham gia vào quá trình sản xuất các sản phẩm trọng điểm. Các khoản trợ cấp giá được khôi phục để đẩy nhanh tăng trưởng trong các lĩnh vực được ưu tiên. Kế hoạch hàng năm cho năm 1968 đặt hạn ngạch sản xuất trong các lĩnh vực xác định cơ cấu cao hơn 2,6% so với các lĩnh vực còn lại để đạt được tăng trưởng công nghiệp trong các lĩnh vực này. Nhà nước đặt ra các mục tiêu 1969–1970 cho các lĩnh vực công nghệ cao thậm chí còn cao hơn. Việc không đạt được các mục tiêu của Hệ thống kinh tế xã hội chủ nghĩa đã dẫn đến việc chấm dứt nỗ lực cải cách vào năm 1970.
Mỏ khí Altmark được phát hiện vào cuối những năm 1960, tạo ra nguồn hối đoái ngoại tệ quan trọng cho đất nước.:89–90

### Giai đoạn 1970–1990

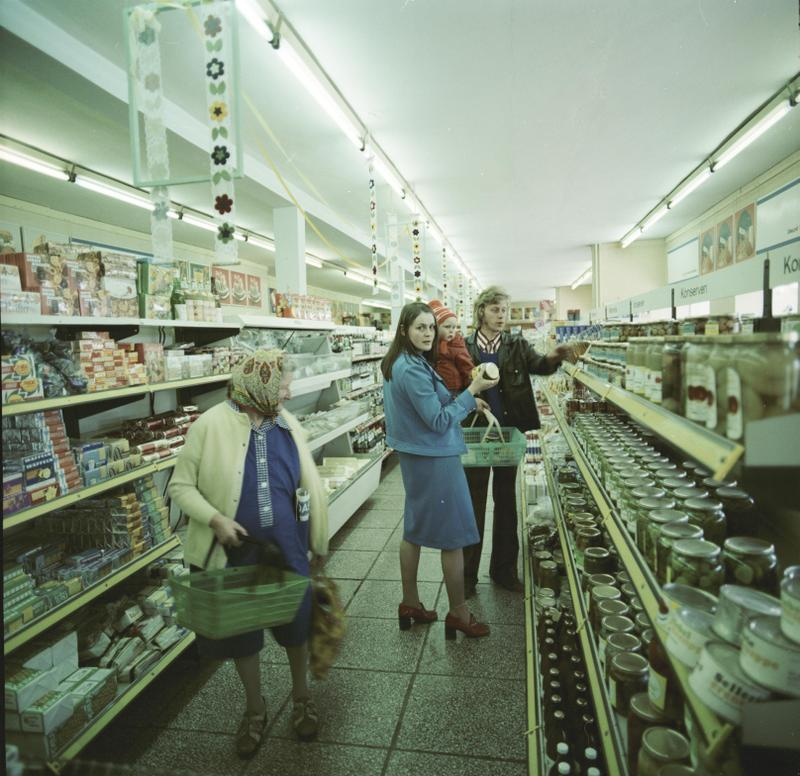
Một cửa hàng tạp hóa tại CHDC Đức, 1976.

Sau một số thử nghiệm nhằm nâng cao khả năng cạnh tranh kinh tế với nước ngoài, cuộc khủng hoảng nguồn cung trong nước nổ ra vào năm 1970. Khi Erich Honecker nhậm chức vào năm 1971, kết thúc những thử nghiệm kinh tế dưới thời Ulbricht. Với chương trình “Thống nhất chính sách kinh tế và xã hội” (Einheit von Wirtschafts- und Sozialpolitik), ông đã đưa ra các chính sách theo hệ tư tưởng xã hội chủ nghĩa do các Đảng viên đề xuất thời Cộng hòa Weimar, trong đó thông qua nhiều chính sách phúc lợi xã hội, đặt việc cạnh tranh về kinh tế sang một bên.:49
Để nâng cao đời sống vật chất, Honecker đã đưa ra chính sách Konsumsozialismus (tạm dịch: chủ nghĩa xã hội trọng tiêu dùng) – một nỗ lực nhằm nâng cao vị trí của Đảng bằng cách điều hướng sự quan tâm đặc biệt đến nhu cầu của người dân. Chính quyền CHDC Đức đã sửa đổi rộng rãi chính sách giá cả và chú ý nhiều hơn đến việc tăng cường sản xuất hàng tiêu dùng.
SED đã đẩy nhanh việc xây dựng những ngôi nhà mới và cải tạo những ngôi nhà có sẵn và 60% số nhà ấy được giao cho các gia đình thuộc tầng lớp lao động. Giá thuê thì được chính phủ trợ cấp. Vì phụ nữ chiếm 50% lực lượng lao động nên các nhà trẻ mới đã được mở và các bà mẹ có thể được nghỉ thai sản từ sáu tháng đến một năm. Hơn nữa, lương hưu đã được gia tăng.
Và để cứu chữa mức thâm hụt ngân sách ngày càng tăng do các chính sách trên, Honecker đã giảm tỷ trọng đầu tư trong ngân sách nhà nước. Tỷ lệ tích lũy trong ngân sách phục vụ cho đầu tư sản xuất giảm từ 16,1% năm 1970 xuống còn 9,9% năm 1988. Việc chỉ tập trung đầu tư vào số ít lĩnh vực (như vi mạch điện tử, cơ khí, nội thất, thủy tinh, gốm sứ,...) đã dẫn đến tụt hậu ở các lĩnh vực khác, bao gồm cả ngành quản lý cung ứng. Việc quản lý cung ứng vẫn không đạt mức đã đề ra. Nền kinh tế trì trệ không chỉ gây bất ổn cho người dân mà ngay cả chính các Đảng viên đã xác nhận trong Báo cáo Schürer (Schürer-Papier) soạn dưới thời Tổng bí thư Egon Krenz. Các yếu tố đó đã dẫn đến sự trì trệ kinh tế của CHDC Đức.:49

Số doanh nghiệp tư nhân vừa và nhỏ còn sót lại đã được quốc hữu hóa và bị áp đặt vào khuôn khổ nền kinh tế kế hoạch hóa vào năm 1972. Các doanh nghiệp tư nhân còn lại trong lĩnh vực thủ công, bán lẻ và kinh doanh ăn uống thì lại bị giới hạn số lượng nhân viên ở mức 10 người, bị gặp bất lợi về nguồn cung và thuế tá. Trước khi bị quốc hữu hóa, các doanh nghiệp tư nhân ấy đã đóng góp phần lớn cho nền kinh tế và có mức độ chủ động và phản ứng nhất định với thị trường, thậm chí kiếm được ngoại tệ mạnh cần thiết cho sự phát triển kinh tế. Việc quốc hữu hóa dẫn đến tình trạng thiếu hụt nguồn cung một số hàng hóa, làm cho nền kinh tế càng thêm đình trệ.:33

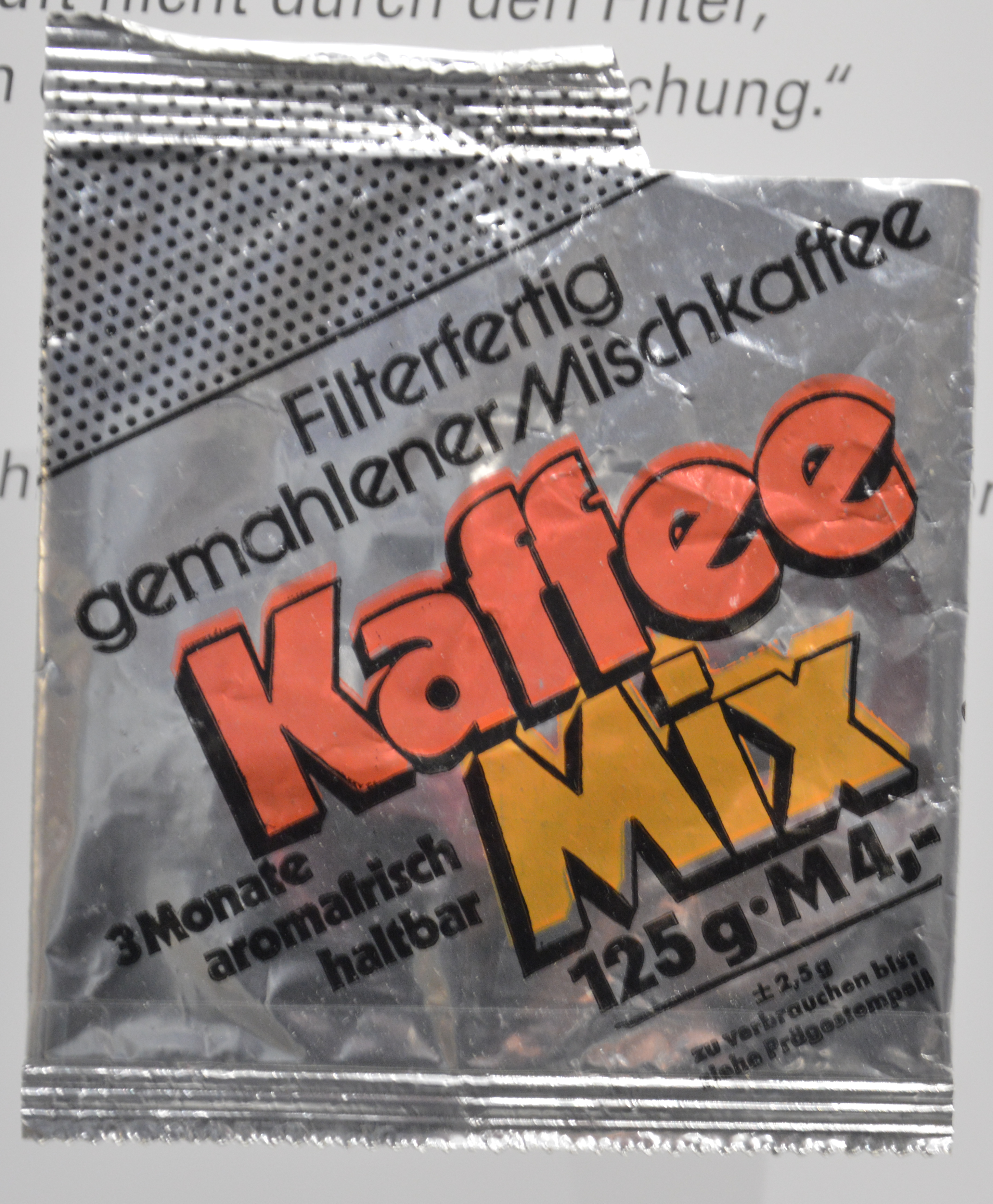
Kaffee-Mix, chỉ chứa 51% hạt cà phê, được tạo ra do thiếu dự trữ ngoại tệ để mua hạt cà phê trên thị trường thế giới.

Sự gia tăng giá tiêu dùng toàn cầu trong những năm 1970 do giá dầu mỏ leo thang cũng ảnh hưởng đến CHDC Đức, nhưng nhờ các sự trợ giá của cả Comecon lẫn SED nên đã bị ảnh hưởng muộn hơn các nước khối tư bản chủ nghĩa. Do lượng tiêu thụ cà phê tăng mạnh, giá cà phê cũng tăng theo trong giai đoạn hai năm 1976–1977, dẫn đến lượng ngoại tệ cần thiết để nhập khẩu tăng gấp khoảng bốn lần so với trước.:34–35 Honecker trước kia theo đuổi chính sách trợ giá bất chấp đề nghị của một số nhà kinh tế học, lúc bấy giờ lại quyết định tăng giá cà phê. Quyết định đó đã dẫn đến “Cuộc khủng hoảng cà phê” (tiếng Đức: Kaffeekrise) khi nguồn cung cà phê sụt giảm trong nước. Vào mùa hè năm 1977, Bộ Chính trị đã thu hồi hầu hết các nhãn hiệu cà phê đắt tiền, hạn chế sử dụng chúng trong các nhà hàng và loại bỏ việc cung cấp loại cà phê đó cho các cơ quan và doanh nghiệp nhà nước. Một loại cà phê hỗn hợp mới, Kaffee-Mix, được tạo thành từ 51% hạt cà phê và 49% một loạt các chất phụ gia bao gồm rau diếp xoăn, lúa mạch đen và củ cải đường. Loại cà phê ấy bị coi thường vì hương vị của nó.:34–35
Nợ ngoại tệ ngày càng tăng của CHDC Đức là nguyên nhân gây ra bất ổn trong nước. Phần lớn khoản nợ bắt nguồn từ những nỗ lực của CHDC Đức nhằm thoát khỏi chính vấn đề ấy bằng cách xuất khẩu, đòi hỏi phải nhập khẩu các thành phần, công nghệ và nguyên liệu thô, cũng như các nỗ lực duy trì mức sống thông qua việc nhập khẩu hàng tiêu dùng và các chương trình phúc lợi xã hội. CHDC Đức có khả năng cạnh tranh quốc tế trong một số lĩnh vực như kỹ thuật cơ khí và công nghệ in ấn. Tuy nhiên, nỗ lực đạt được lợi thế cạnh tranh trong lĩnh vực vi mạch không chỉ thất bại mà còn tốn ngoại tệ mạnh (như đã kể trên) và tư liệu sản xuất.
Sau khi Cộng hòa Nhân dân Ba Lan vỡ nợ, phương Tây đã áp đặt lệnh tẩy chay tín dụng đối với các nước Khối phía Đông, bao gồm cả CHDC Đức. Việc bán lại dầu thô của Liên Xô, trước đây là nguồn ngoại tệ quan trọng, lúc đó lại sinh lãi ít hơn do những thay đổi trong nền kinh tế thế giới. Điều đó dẫn đến việc Đông Đúc phải phụ thuộc nhiều hơn vào viện trợ Liên Xô.:35
Bản thân ban lãnh đạo SED lo ngại nguy cơ khủng hoảng nợ. Vì vậy, vào năm 1983, họ đã vay hàng tỷ đô la do chủ tịch Cục Điều phối Thương mại (Kommerzielle Koordinierung) là Schalck-Golodkowski đàm phán với Franz Josef Strauss của CHLB Đức. Khả năng thanh toán của CHDC Đức sau đó được đảm bảo theo phương châm “thanh khoản đi trước lợi nhuận” (Liquidität geht vor Rentabilität).
Bằng cách tăng xuất khẩu sang các nước tư bản từ năm 1982 đến năm 1985, giảm nhập khẩu từ phương Tây và nhờ chính phủ liên bang cấp hai khoản vay trị giá hàng tỷ đô la vào năm 1983 và 1984 cũng như các khoản thanh toán chuyển nhượng tiếp theo của phương Tây, CHDC Đức cũng đã được một số ngoại tệ trả các khoản nợ. Nhưng vì thiếu khả năng xuất khẩu đủ hàng hóa sang phương Tây nên về dài, họ cũng không thể thanh khoản hết.:37–38
Vào năm 1989, CHDC Đức rơi vào tình trạng suy thoái và khó có thể tăng năng suất hoặc cải thiện chất lượng hàng hóa. Sự sụp đổ của Bức tường Berlin vào tháng 11 năm 1989 đã làm tình hình kinh tế trở nên tồi tệ hơn khi việc đó làm cạn kiệt lực lượng lao động và khiến các doanh nghiệp nhà nước gặp nhiều khó khăn. Sự sụp đổ của Ủy ban Kế hoạch Nhà nước đã gây ra sự sụt giảm trong sản xuất, dẫn đến tình trạng thiếu hụt nguồn cung ứng, từ đó lại dẫn đến việc di cư ngày càng tăng.:38 Trước tình trạng đó, Thủ tướng CHDC Đức Hans Modrow đã nỗ lực nhằm thiết lập một nền kinh tế hỗn hợp ở CHDC Đức nhưng lại không kịp cứu vãn tình hình.
Vào ngày 1 tháng 7 năm 1990, CHDC Đức đã thống nhất hệ thống tiền tệ với CHLB Đức, tiếp theo là sự giải thể về mặt chính trị của CHDC Đức vào ngày 3 tháng 10 năm 1990.:39

### Sau khi thống nhất
Giai đoạn sau thống nhất chứng kiến sự sụp đổ của nền kinh tế miền đông nước Đức khi sản xuất công nghiệp sụp đổ và tỷ lệ thất nghiệp gia tăng.
Vào đầu những năm 1990, các công ty VEB đã nằm dưới sự kiểm soát của Treuhandanstalt, một cơ quan uỷ thác chịu trách nhiệm tư nhân hóa các công ty thuộc chính phủ CHDC Đức cũ.:40 Chỉ trong vòng vài năm, khoảng 13.000 công ty đã phá sản và hàng triệu nhân viên mất việc. Hai năm sau khi thống nhất nước Đức, sản xuất công nghiệp ở CHDC Đức cũ giảm 73% so với năm 1989.

## Cơ cấu kinh tế

### Nông nghiệp

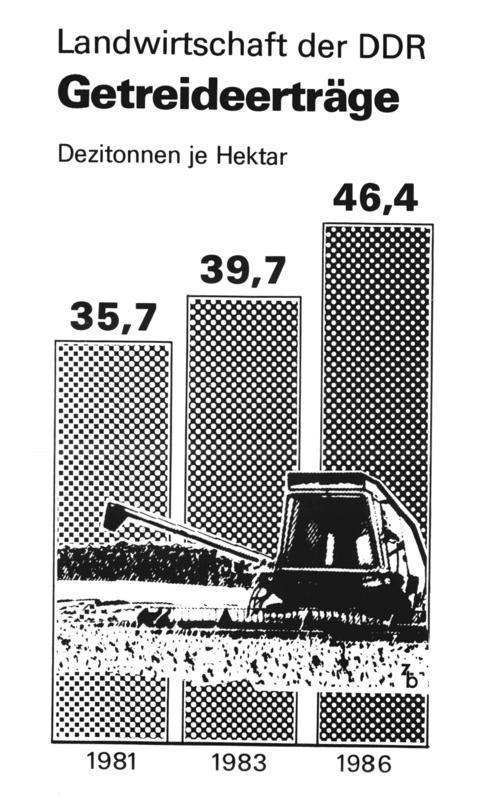
Bích chương tuyên truyền về sự gia tăng sản lượng ngũ cốc giữa các năm 1981, 1983 và 1986

Ngành nông nghiệp của nền kinh tế có một vị trí hơi khác trong hệ thống, mặc dù nó cũng được tích hợp hoàn toàn. Nó gần như hoàn toàn được tập thể hóa ngoại trừ một số nhỏ đất tư nhân.

### Công nghiệp

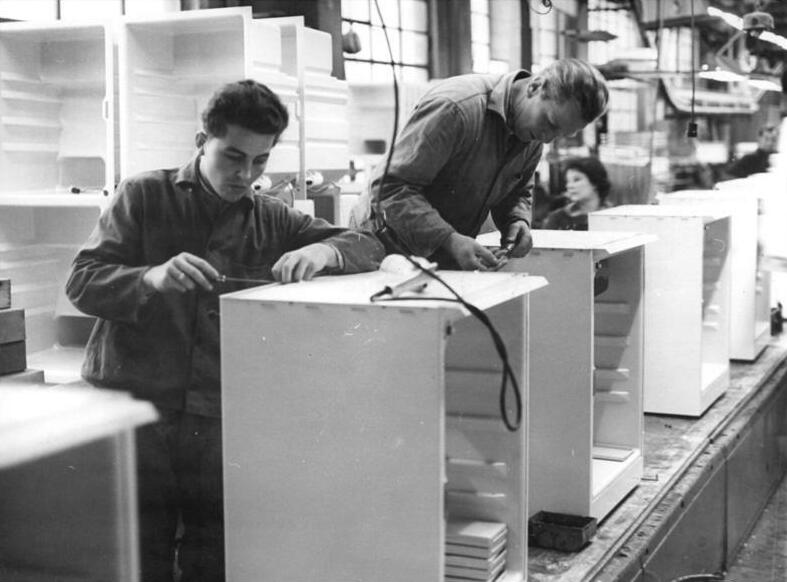
Hai công nhân lắp ráp dây chuyền CHDC Đức đang chế tạo tủ lạnh tại xí nghiệp công ty VEB DKK Scharfenstein (1964)

Vào ngày 1 tháng 1 năm 1954, chính phủ Liên Xô đã chuyển giao cho Cộng hòa Dân chủ Đức ba mươi ba công ty công nghiệp bao gồm các nhà máy hóa chất Leuna và Buna, và Cộng hòa Dân chủ Đức trở thành chủ sở hữu của tất cả các doanh nghiệp trong lãnh thổ của mình.
Ngay dưới các bộ là các tơ-rớt do trung ương chỉ đạo (Kombinat). Được cho là thay thế cho các VEB – các tổ chức hành chính chủ yếu trước đây đóng vai trò là cầu nối giữa các bộ và các doanh nghiệp riêng lẻ – Kombinat là kết quả của việc sáp nhập nhiều doanh nghiệp công nghiệp thành các thực thể quy mô lớn vào cuối những năm 1970, dựa trên mối quan hệ giữa các hoạt động sản xuất của họ.
Kombinat bao gồm các doanh nghiệp nghiên cứu, được nhà nước đưa vào cơ cấu của họ để tập trung tốt hơn cho các nỗ lực nghiên cứu và ứng dụng nhanh hơn các kết quả nghiên cứu vào sản xuất. Một ban quản lý thống nhất, duy nhất chỉ đạo toàn bộ quá trình sản xuất tại mỗi Kombinat, từ nghiên cứu đến sản xuất và bán hàng. Cuộc cải cách cũng cố gắng thúc đẩy mối quan hệ chặt chẽ hơn giữa các hoạt động của Kombinat và các doanh nghiệp thương mại nước ngoài bằng cách đặt Kombinat dưới sự quản lý của cả Bộ Thương mại nước ngoài và Kombinat. Mục tiêu của biện pháp cải cách Kombinat là đạt được hiệu quả và tính hợp lý cao hơn bằng cách tập trung quyền hạn vào tay các nhà lãnh đạo cấp trung. Các quản lý Kombinat cũng cung cấp đầu vào đáng kể cho quá trình lập kế hoạch trung ương.
Đến đầu những năm 1980, việc thành lập Kombinat cho cả các doanh nghiệp do trung ương quản lý và do quận quản lý về cơ bản đã hoàn tất. Đặc biệt là từ năm 1982 đến năm 1984, chính phủ đã ban hành nhiều quy định và luật khác nhau để xác định chính xác hơn các thông số của các thực thể này. Những điều khoản này có xu hướng củng cố quyền tối cao của kế hoạch trung ương và hạn chế quyền tự chủ của Kombinat, rõ ràng là ở mức độ lớn hơn so với kế hoạch ban đầu. Tính đến đầu năm 1986, có 132 Kombinat do trung ương quản lý, với trung bình 25.000 nhân viên cho mỗi Kombinat. Kombinat do quận quản lý có 93 đơn vị, với trung bình khoảng 2.000 nhân viên mỗi đơn vị.
Cơ sở của toàn bộ cấu trúc kinh tế là các đơn vị sản xuất. Mặc dù các đơn vị này có quy mô và trách nhiệm khác nhau, nhưng chính phủ đã dần dần giảm số lượng và tăng quy mô của chúng. Số lượng doanh nghiệp công nghiệp vào năm 1985 chỉ nhiều hơn 1/5 so với năm 1960. Tính độc lập của chúng giảm đáng kể khi Kombinat hoạt động đầy đủ.

## Tiêu dùng

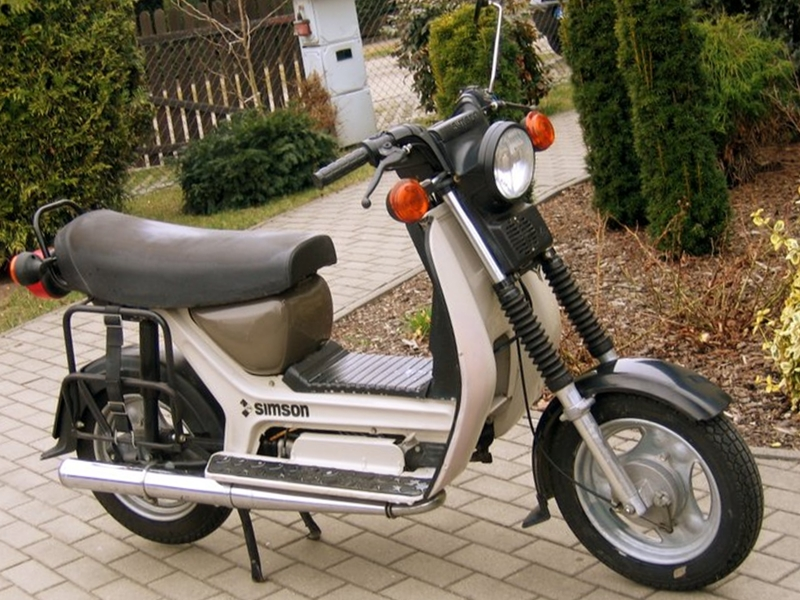
Xe máy Simsonroller SR50 của CHDC Đức, sản xuất 1986–2002

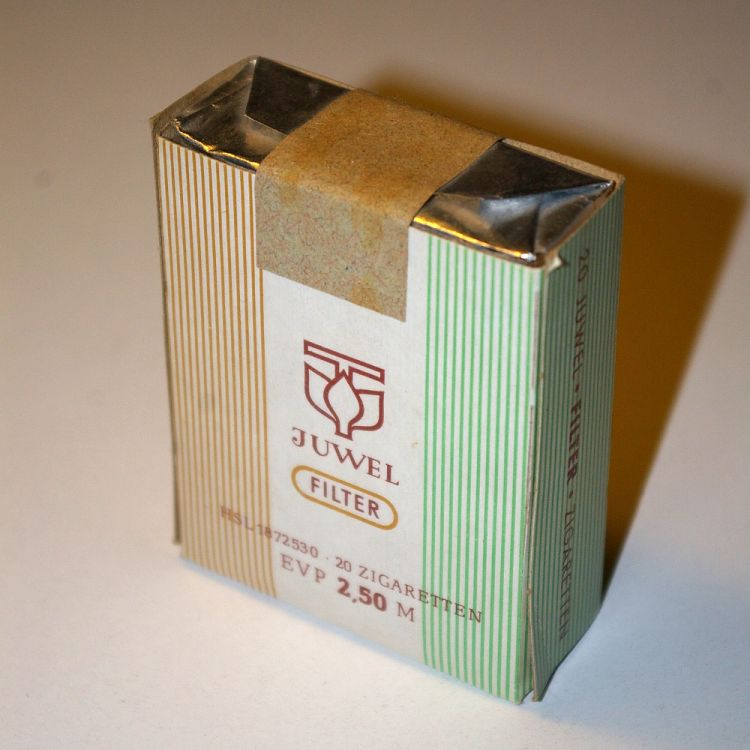
Một bao thuốc lá hãng Juwel

Các mặt hàng tiêu dùng thường được nhà nước trợ giá. Một số mặt hàng tiêu dùng, đặc biệt là hàng nhập khẩu, luôn trong tình trạng thiếu hụt ở CHDC Đức. Các mặt hàng tiêu dùng thiết yếu luôn đầy đủ, nhưng sự đa dạng về sản phẩm lại ít hơn đáng kể so với CHLB Đức vào thời điểm đó. Chủ yếu các mặt hàng hàng ngày đều được trợ cấp với giá bán thống nhất. Mặt khác, các thiết bị kỹ thuật và các hàng hóa khác dùng để xuất khẩu lấy ngoại tệ thường rất đắt tiền khi bày bán trong nước (so với sức mua của người dân). Vào những năm 1980, một chiếc tivi màu có giá từ 3.500 đến 6.900 mác, trong khi một ổ bánh mì có giá chỉ 5 Pfennig. Đáng chú ý là hầu hết hàng tiêu dùng của CHDC Đức đều do chính nước này sản xuất. Tuy nhiên, những sản phẩm tốt nhất thường được xuất khẩu và rất ít hoặc không có sẵn trong nước. Một ví dụ nổi bật về tình trạng thiếu hàng nhập khẩu do các cuộc biểu tình dân sự là cuộc "Khủng hoảng cà phê" vào cuối những năm 1970. Ban lãnh đạo đảng cố gắng tiết kiệm ngoại tệ bằng cách giảm nhập khẩu cà phê. Do các cuộc biểu tình lan rộng trong dân chúng, các biện pháp này đã phải bị bác bỏ. Ở Đông Berlin, chủng loại hàng hóa được cung cấp tốt hơn so với phần còn lại của CHDC Đức.
Ngay từ đầu, chính phủ chủ trương ổn định giá cả tuyệt đối. Trên thực tế, giá của hầu hết hàng hóa thay đổi rất ít hoặc không thay đổi trong nhiều năm. Mặt khác, thu nhập lại tăng liên tục. Lương hàng năm của một công nhân kĩ thuật cơ bản ở nhà máy Sachsenring là 6.586 mác vào năm 1960 và 16.237 mác vào năm 1989. Do sản xuất hàng hóa không phát triển theo hướng tương tự nên sức mua dư thừa rất lớn. Vì vậy người dân lại có xu hướng tiết kiệm tiền nhiều hơn vì họ không thấy đủ giá trị của hàng hóa sẵn có. Việc phân phối tài sản tài chính ở CHDC Đức mâu thuẫn với các nguyên tắc xã hội chủ nghĩa: khoảng 10% chủ tài khoản sở hữu 60% tài sản tài chính.

## Ngoại thương
| Năm  | Với các nước XHCN | Với các nước TBCN | Với các nước đang phát triển | Tổng cộng |
| ---- | ----------------- | ----------------- | ---------------------------- | --------- |
| 1950 | 2,660             | 1,004             | 0,014                        | 3,678     |
| 1960 | 13,799            | 3,897             | 0,791                        | 18,487    |
| 1970 | 28,340            | 5,346             | 1,601                        | 39,597    |
| 1980 | 79,810            | 32,960            | 7,331                        | 120,101   |
| 1988 | 122,549           | 48,898            | 5,889                        | 177,337   |

Là một quốc gia công nghiệp hóa cao, CHDC Đức phụ thuộc vào việc nhập khẩu nhiều loại hàng hóa, thực phẩm và nguyên liệu thô. Do đồng mác trong nước không chấp nhận cho dùng để thanh toán các đơn hàng nước ngoài, Đông Đức chỉ có thể nhập khẩu từ bên ngoài khối XHCN bằng ngoại tệ. Một giải pháp thay thế là việc trao đổi hàng hóa ngầm.
Một trong những bất cập lớn nhất đối với việc xuất khẩu sang các nước phi XHCN là giá cả nguyên liệu. Từ năm 1980 đến năm 1988, chi phí xuất khẩu tăng gấp đôi do giá nguyên liệu thô ở thị trường nước ngoài tăng cao và nền kinh tế trong nước thiếu đầu tư trầm trọng.
15% tổng kim ngạch xuất nhập khẩu của CHDC Đức được trợ giá và trao đổi miễn thuế trong cái gọi là thương mại liên khu vực (Interzonenhandel) với CHLB Đức (Tây Đức). Do đó, Đông Đức cho phép chuyển giao công nghệ từ phương Tây sang Liên Xô và cũng có thể gián tiếp tiếp cận thị trường Tây Đức nói riêng và Tây Âu nói chung. Cục Điều phối Thương mại (Kommerzielle Koordinierung) và cảnh sát mật Stasi có liên quan đến hoạt động nhập khẩu một phần bất hợp pháp này, bao gồm cả hàng hóa liên quan đến vũ khí và lách các quy định cấm vận của phương Tây, cũng như xuất khẩu sang nước ngoài. Thương mại với Tây Đức cũng nhiều đáng kể, mặc dù thỏa thuận thương mại với Đông Đức đã đưa ra những ràng buộc về việc xuất nhập khẩu.

## Kế hoạch kinh tế

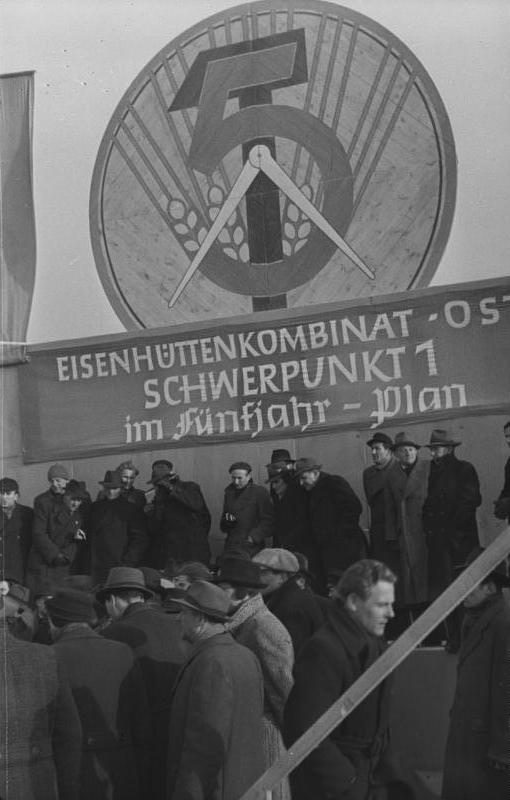
Khánh thành Eisenhüttenkombinat Ost (tạm dịch: Khu liên hợp luyện kim phía Đông) – khởi đầu kế hoạch 5 năm 1951–1955

### Kế hoạch hàng năm
Về mặt hoạt động, các kế hoạch ngắn hạn khai triển trong thời gian một năm lại rất quan trọng đối với sản xuất và phân bổ nguồn lực. Kế hoạch hàng năm bao gồm cả nền kinh tế, và các mục tiêu chính được đặt ra thường liên quan đến việc phát triển kinh tế, khối lượng và cơ cấu của sản phẩm trong nước và cách sử dụng của nó, việc sử dụng nguyên liệu và lao động, phân bổ lao động, khối lượng và cơ cấu xuất nhập khẩu. Bắt đầu từ kế hoạch của năm 1981, chính phủ CHDC Đức đã bổ sung thêm các tiêu chí về về tỷ lệ sử dụng nguyên liệu thô so với giá trị và số lượng đầu ra để thúc đẩy việc sử dụng hiệu quả hơn các tài nguyên hiếm có trong nước.

### Kế hoạch 5 năm
Kế hoạch 5 năm cũng cũng đặt ra các tiêu chí như các kế hoạch hàng năm, nhưng lại ít cụ thể và tổng quát hơn. Các kế hoạch 5 năm thường được công bố giữa năm đầu tiên trong giai đoạn 5 năm mà kế hoạch đề cập, sau khi kế hoạch hàng năm được ban hành. Các kế hoạch loại này nối tiếp liên tục và vạch ra định hướng chung cho cả nền kinh tế.

### Quá trình lập kế hoạch
Trong giai đoạn đầu của quá trình lập kế hoạch, các chỉ tiêu được xác định và phân chia cho các đơn vị cấp dưới phù hợp để xử lý. Bản thảo kế hoạch sẽ được viết dựa sau khi các bộ ngành đã xem xét và đàm phán. Ở giai đoạn cuối cùng, sau khi Ủy ban Kế hoạch Nhà nước và Hội đồng Bộ trưởng sẽ phê chuẩn kế hoạch, phân chia lại cho các bộ ngành và các đơn vị sản xuất.
Kế hoạch sản xuất được bổ sung bằng các cơ chế khác kiểm soát nguồn cung và tài chính. Tiêu biểu trong các cơ chế đó là hệ thống phân phối vật liệu, thiết bị sản xuất và hàng tiêu dùng, trong đó đảm bảo được việc nền kinh tế có thể tiếp cận được với các nguồn cung, hoàn thành chỉ tiêu được giao. Vì hầu hết các hàng hóa do nền kinh tế sản xuất đều nằm trong cơ chế kiểm soát này nên các đơn vị sản xuất không thể nhận nguồn cung đầu vào vượt quá mức cho phép hoặc được phân bổ.
Một cơ chế kiểm soát khác là việc chỉ định giá cho tất cả hàng hóa và dịch vụ. Các mức giá này đóng vai trò quan trọng trong việc tính toán lợi nhuận. Các doanh nghiệp còn dùng mức giá được quy định làm cơ sở trong quá trình đưa ra quyết định.
Quá trình lập kế hoạch một phần cũng được chia sẻ giữa chính quyền và nhân dân. Chính quyền Đông Đức nỗ lực thúc đẩy ý thức chung về mục đích thông qua sự tham gia đông đảo của hầu hết công nhân và nông dân vào cuộc thảo luận có tổ chức về kế hoạch kinh tế, nhiệm vụ và hiệu suất. Ví dụ, một tạp chí Đông Đức đã đưa tin rằng trong cuộc thảo luận sơ bộ liên quan đến kế hoạch hàng năm năm 1986, 2,2 triệu nhân viên tại nhiều doanh nghiệp và đội công nhân khác nhau của cả nước đã đóng góp 735.377 đề xuất và bình luận. Tuy nhiên, quyết định cuối cùng đến từ cấp trên.

## Khu vực kinh tế không chính thức
Nền kinh tế ngầm của CHDC Đức khó đánh giá hơn, vì bản chất bí mật và phi chính thức của nó, nhưng lại nổi bật trong khu vực tư nhân. Chủ đề này đã nhận được sự quan tâm đáng kể từ các nhà kinh tế phương Tây, hầu hết trong số họ tin rằng nó quan trọng trong các nền kinh tế kế hoạch.
Những hoạt động này thường được chính quyền cho qua. Tuy nhiên, một số đài báo chí trực thuộc nhà nước đôi khi đưa tin về các vụ truy tố về một số trường hợp hoạt động kinh tế bất hợp pháp, hay được gán mác là "tội chống lại tài sản xã hội chủ nghĩa" và các hoạt động khác "xung đột và mâu thuẫn với lợi ích và nhu cầu của xã hội".

### Trao đổi hàng hóa

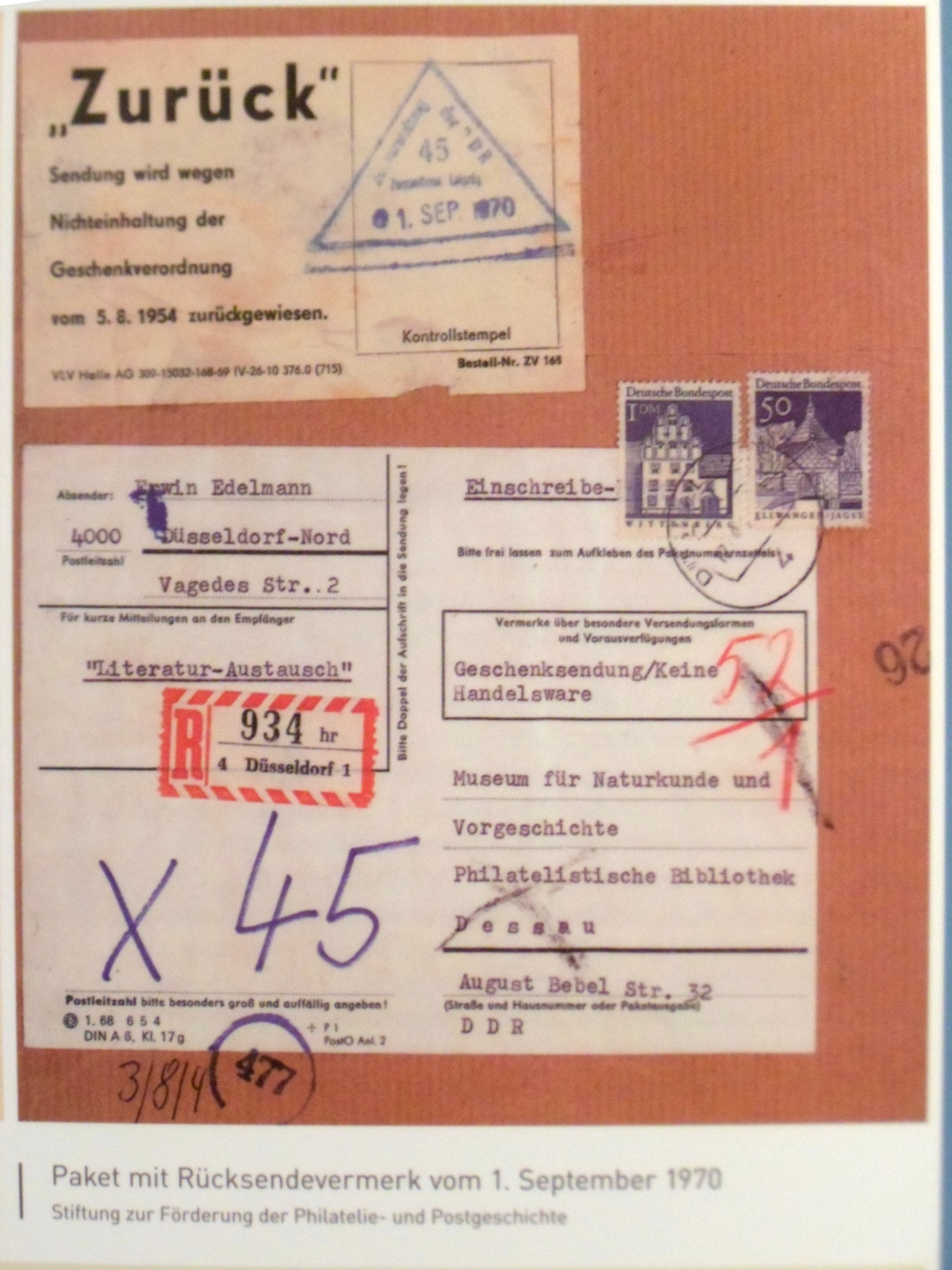
Một gói hàng Westpaket bị gửi trả lại về Tây Đức

Việc trao đổi các hàng hóa khan hiếm bên CHDC Đức diễn ra dưới hình thức gửi qua bưu chính (Westpaket). Chính phủ CHDC Đức ban đầu cố gắng ngăn trở hay gây khó dễ việc vận chuyển các gói hàng ấy, chẳng hạn như bằng cách yêu cầu khử trùng đối với quần áo, nhưng sau này lại coi các gói hàng này là một phần không thể thiếu trong việc đáp ứng nhu cầu hàng tiêu dùng trong nước. Các gói hàng Westpaket đáp ứng khoảng 20% nhu cầu cà phê của CHDC Đức.

### Dịch vụ
Một số người ở CHDC Đức cũ thuê người khi cần những dịch vụ như sửa đồng hồ, chỉnh sửa ô tô hoặc sửa chữa bồn cầu mà không có giấy phép. Những công việc như vậy rất phổ biến ở Đông Đức so với những nước khác vì những thiếu sót trong ngành dịch vụ. Việc làm dịch vụ mà không cấp phép được chính phủ cho qua vì được coi là vô hại.